# Аномальний пластовий тиск
Аномальний пластовий тиск (рос. аномальное пластовое давление; англ. abnormal seam pressure; нім. ànomaler Flözdruck) — тиск, що діє на флюїди (воду, нафту, газ), які містяться в поровому просторі породи, величина якого відрізняється від нормального (гідростатичного).

## Загальна характеристика
Пластові тиски, які перевищують гідростатичний тиск умовний, тобто тиск стовпа прісної води (густиною 103 кг/м3), який за висотою рівний глибині залягання пласта в точці вимірювання, називають аномально високими (АВПТ), менші від гідростатичного — аномально низькими (АНПТ). Аномальний пластовий тиск буває в ізольованих системах. Звичайно АВПТ перевищують гідростатичний тиск в 1,3-1,8 рази, значно рідше в 2,0-2,2; при цьому вони звичайно не сягають величин геостатичного тиску, який створюється верхніми породами. Однак в окремих випадках на великих глибинах були зафіксовані АВПТ, однакові за величиною з геостатичним тиском або більші, що, очевидно, зумовлено дією додаткових факторів (наприклад, в результаті землетрусів, грязевого вулканізму, росту солянокупольних структур).
Наявність АВПТ добре впливає на колекторські властивості порід, збільшує час природної експлуатації нафтових і газових родовищ без застосування дорогих вторинних способів, підвищує питомі запаси газу і дебіти свердловин, є сприятливим стосовно схоронності скупчення вуглеводнів, свідчить про наявність в нафтогазоносних басейнах ізольованих ділянок і зон З іншого боку, АВПТ є причиною аварій в процесі буріння.
Неочікуване розкриття зон АВПТ — причина багатьох ускладнень, ліквідація яких спричиняє великі матеріальні витрати. Під час буріння в зонах АВПТ буровий розчин обважнюють для попередження викидів із свердловини. Але такий розчин можуть поглинати пласти з гідростатичним тиском і АНПТ. Тому перед розкриттям порід з АВПТ верхні поглинаючі пласти перекривають колоною. Якщо розподіл тиску в породах по глибині відомий, то можна вибрати оптимальну конструкцію свердловини, технологію буріння і цементування та попередити можливі ускладнення і аварії.
Наявність зон АВПТ значно збільшує вартість свердловин Для прогнозування АВПТ використовуються в основному сейсмічна розвідка, дані буріння і різні види каротажу (електричний, акустичний, гамма-каротаж, нейтронний та ін).